# Detlef Bluemler
Detlef Bluemler (* 1944) ist ein deutscher Kunstkritiker.

## Leben
Detlef Bluemler studierte Allgemeine Literaturwissenschaften, Philosophie sowie Kunst- und Architekturgeschichte in Berlin, Frankfurt am Main und Zürich. Er war zunächst tätig als Literatur- und Theaterkritiker, danach als Kulturjournalist.
Er war gemeinsam mit Lothar Romain Gründungsherausgeber von Künstler – Kritisches Lexikon der Gegenwartskunst; beide entwickelten diese 1986/1987 und brachten die Monographien-Reihe in Lexikonform ab Februar 1988 heraus. Seit dem Tod von Romain am 14. Juli 2005 ist Bluemler alleiniger Herausgeber.
Daneben war er Gründer, Herausgeber und verantwortlicher Redakteur von Laubacher Feuilleton (1990 bis 1996) und Kurzschrift. Für die die Freunde der Langschrift.